# مصطفی ذوالفقاری

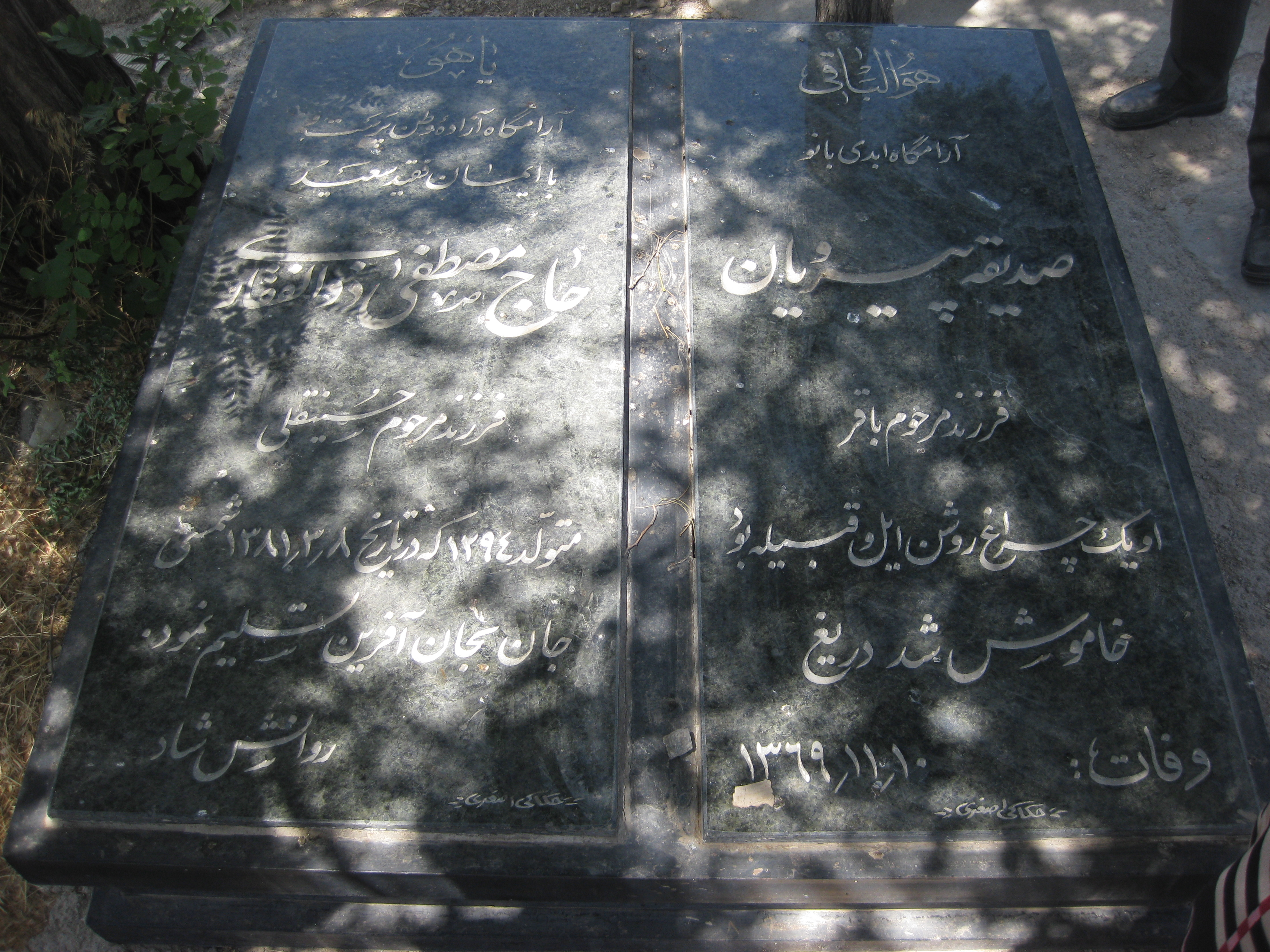
آرامگاه مرحوم مصطفی خان ذوالفقاری

مصطفی ذوالفقاری  (زاده ۱۲٩۴ در زنجان، درگذشت ۱۳۸۱)، سیاستمدار اهل ایران، نماینده دوره هجدهم مجلس شورای ملی از زنجان و دوره بیستم از بیجار بود.
او در سال ۱۲۹۴ در زنجان متولد شد به شیوه عرف آن زمان به تحصیل پرداخت سپس سوارکاری و تیراندازی را فراگرفت در اداره املاک وسیع خانواده با برادران خود به همراهی پرداخت. در جنگهای بین دمکرات های آذربایجان به سرکردگی غلام یحیی مشارکت فعال داشت به همین دلیل پس از شکست پیشه‌وری و ختم غایله آذربایجان از طرف محمدرضا پهلوی به او درجه سروانی افتخاری داده شد. وی در سال ۱۳۸۱ درگذشت. او دارای یک فرزند به نام مراد است.